# Феке
Феке (тур. Feke) — город и район в провинции Адана (Турция).

## История
Эти земли были заселены хеттами ещё в XVI веке до нашей эры. В VI веке до н. э. сюда пришли персы, в 333 году они были завоёваны Александром Македонским. Впоследствии они вошли в состав Рима, и потом — Византии. Византийцы построили в горном проходе, идущем на север от Аданы через Таврские горы, замок, который назвали Вахка. Со временем название Вахка исказилось в Феке. Замок впоследствии был важным опорным пунктом правившей Киликийской Арменией династии Рубенидов. Затем этими землями завладели мамлюки, и в итоге они вошли в состав Османской империи.

## Известные уроженцы
На территории крепости в XIII веке творил армянский учёный, монах и миниатюрист Этьен из Вахки.